# Petar Babić (književnik)
Petar Babić (Križevci, 10. travnja 1974.) je hrvatski književnik.

## Životopis
Osnovnu i srednju školu završio je u Križevcima, diplomirao je kroatistiku na Filozofskom fakultetu u Zagrebu. Objavio je roman Abecedarij (Naklada MD, biblioteka Quorum, Zagreb, 1997) i roman-novine Babylondon (Matica hrvatska – Ogranak Križevci, 2001). Uvršten je u antologiju nove hrvatske proze devedesetih Igora Štiksa i Dalibora Šimprage 22 u hladu (Celeber, Zagreb, 1999). Suautor je u zajedničkoj zbirci proze Pet autora traži naslov (KVARK&Dataart+, Čakovec, 2005). Višestruko je nagrađivan na natječajima za kratku priču (Pričigin-Split, Galovićeve jeseni-Koprivnica, Slavko Kolar-Čazma, Zlatko Tomičić-Karlovac, Stjepan Kranjčić-Križevci). Prozu je objavljivao u brojnim časopisima i novinama: Republici, Vijencu, Večernjem listu te po internetskim portalima. Živi i radi u Križevcima kao profesor hrvatskog jezika gdje moderira književne susrete Poluvrijeme poezije. 